# Kelsey Mitchell (ciclista)
Kelsey Marie Mitchell (Brandon, 26 novembre 1993) è una pistard canadese, vincitrice della medaglia d'oro nella velocità ai Giochi olimpici di Tokyo 2020.

## Palmarès
- 2018

Campionati canadesi, Velocità
Troféu Literio Augusto Marques, Velocità
- 2019

Fastest Woman on Wheels, Velocità a squadre (con Lauriane Genest)
Giochi panamericani, Velocità
Campionati panamericani, Velocità
Campionati panamericani, Velocità a squadre (con Lauriane Genest)
Campionati canadesi, Velocità
Campionati canadesi, 500 metri a cronometro
- 2020

6ª prova Coppa del mondo 2019-2020, Velocità a squadre (Milton, con Lauriane Genest)
- 2021

Giochi olimpici, Velocità
1ª prova Champions League, Keirin (Palma di Maiorca)
- 2022

1ª prova Coppa delle Nazioni, Velocità (Glasgow)
2ª prova Coppa delle Nazioni, Keirin (Milton)
Campionati panamericani, Velocità a squadre (con Lauriane Genest e Sarah Orban)
Campionati panamericani, Velocità
Campionati panamericani, Keirin
Campionati canadesi, Velocità
Campionati canadesi, Keirin
Campionati canadesi, 500 metri a cronometro
2ª prova Champions League, Keirin (Berlino)
- 2023

Campionati canadesi, 500 metri a cronometro
Coppa delle Nazioni, Velocità (Milton)

## Piazzamenti

### Competizioni mondiali
- Campionati del mondo su pista

Berlino 2020 - Velocità a squadre: 5ª
Berlino 2020 - Velocità: 4ª
Berlino 2020 - Keirin: 16ª
Roubaix 2021 - Velocità a squadre: 8ª
Roubaix 2021 - Velocità: 3ª
Roubaix 2021 - Keirin: 5ª
St. Quentin-en-Yv. 2022 - Vel. a squadre: 8ª
St. Quentin-en-Yv. 2022 - Velocità: 13ª
St. Quentin-en-Yv. 2022 - 500 metri a cronometro: 7ª
St. Quentin-en-Yv. 2022 - Keirin: 11ª
Glasgow 2023 - Vel. a squadre: 8ª
Glasgow 2023 - Velocità: 11ª
Glasgow 2023 - Keirin: 9ª
- Giochi olimpici

Tokyo 2021 - Keirin: 5ª
Tokyo 2021 - Velocità: vincitrice
Parigi 2024 - Velocità: 8ª
Parigi 2024 - Keirin: 16ª
Parigi 2024 - Velocità a squadre: 8ª

### Competizioni continentali
- Campionati panamericani

Cochabamba 2019 - Velocità a squadre: vincitrice
Cochabamba 2019 - Velocità: vincitrice
Cochabamba 2019 - Keirin: 3ª
Lima 2022 - Velocità a squadre: vincitrice
Lima 2022 - Velocità: vincitrice
Lima 2022 - 500 metri a cronometro: 2ª
Lima 2022 - Keirin: vincitrice
Carson 2024 - Velocità a squadre: 2ª
Carson 2024 - Velocità: 2ª
Carson 2024 - Keirin: 3ª
- Giochi panamericani

Lima 2019 - Velocità a squadre: 2ª
Lima 2019 - Velocità: vincitrice
Lima 2019 - Keirin: 5ª